# Blenheim (New York)
Pour les articles homonymes, voir Blenheim.
Blenheim est une ville du comté de Schoharie, dans l'État de New York, aux États-Unis,. En 2010, elle comptait une population de 377 habitants.

## Démographie
Lors du recensement de 2010, la ville comptait une population de 377 habitants, tandis qu'en 2016, elle est estimée à 368 habitants.